# Burnettsville
Burnettsville est une municipalité située dans le comté de White, dans l’État de l'Indiana, aux États-Unis. Lors du recensement de 2020, elle compte 390 habitants.